# Église Saint-Vincent de Pessac-sur-Dordogne
Pour les articles homonymes, voir Église Saint-Vincent.
L'église Saint-Vincent est une église catholique  située dans la commune de Pessac-sur-Dordogne, dans le département de la Gironde, en France.

## Localisation
L'église et son cimetière la ceignant se trouve dans la partie nord-est du village, à l'angle de la rue des Écoles et de la rue de l'Église, au début est de la route départementale D130 qui mène à Eynesse.

## Historique
L'édifice, construit au XIIe siècle en style roman, a été modifié au XVIe siècle par des ajouts en style gothique, un voûtement en croisées d'ogives et des contreforts.

Le clocher-mur occidental trinitaire se singularise par sa construction en briques et la présence de trois clochetons de style néo-byzantin ; il a été ajouté ou reconstruit au XIXe siècle.
Il a été inscrit au titre des monuments historiques en totalité par arrêté du 26 février 2001.

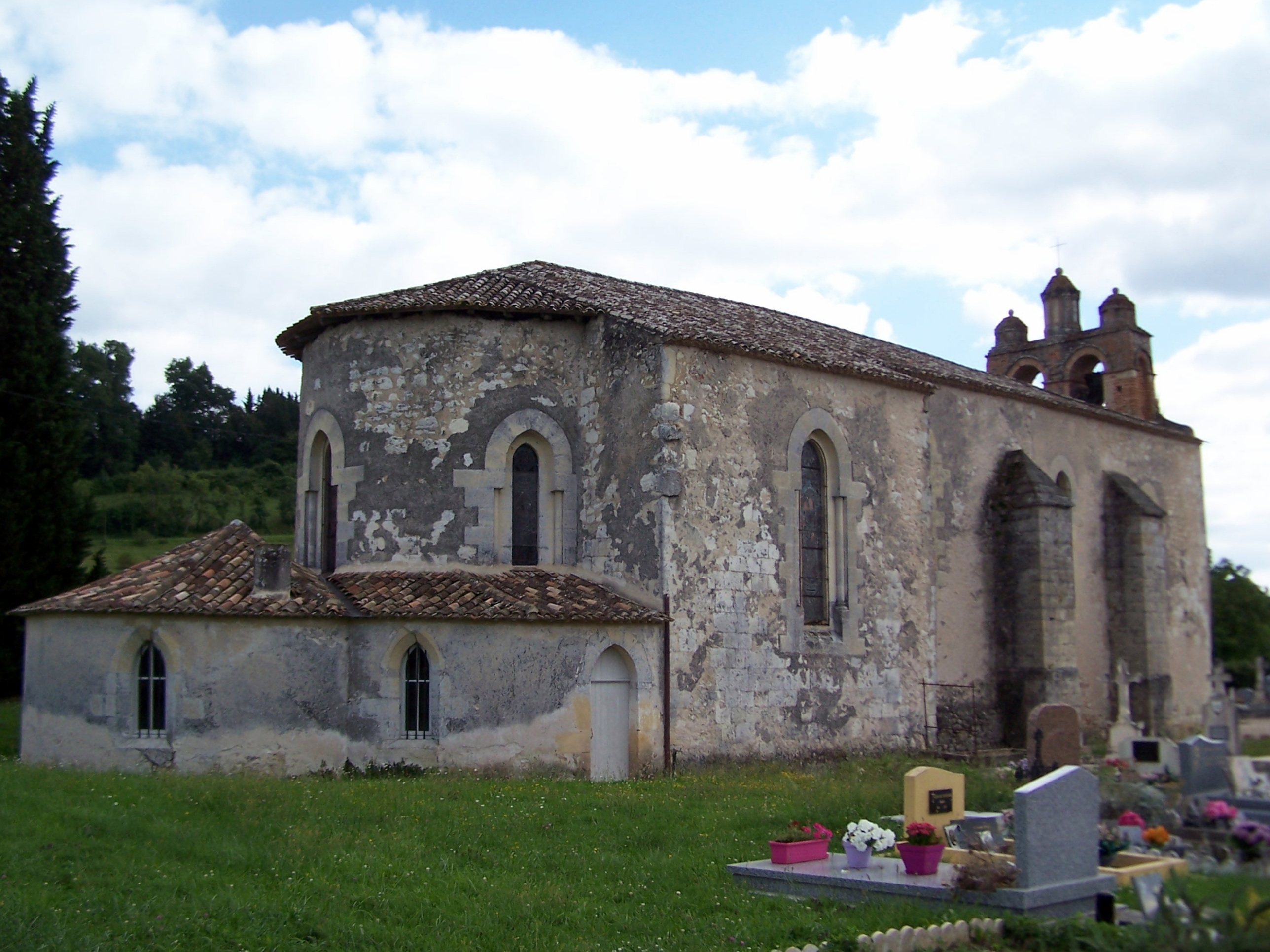
Vue nord-est et chevet (juillet 2014)
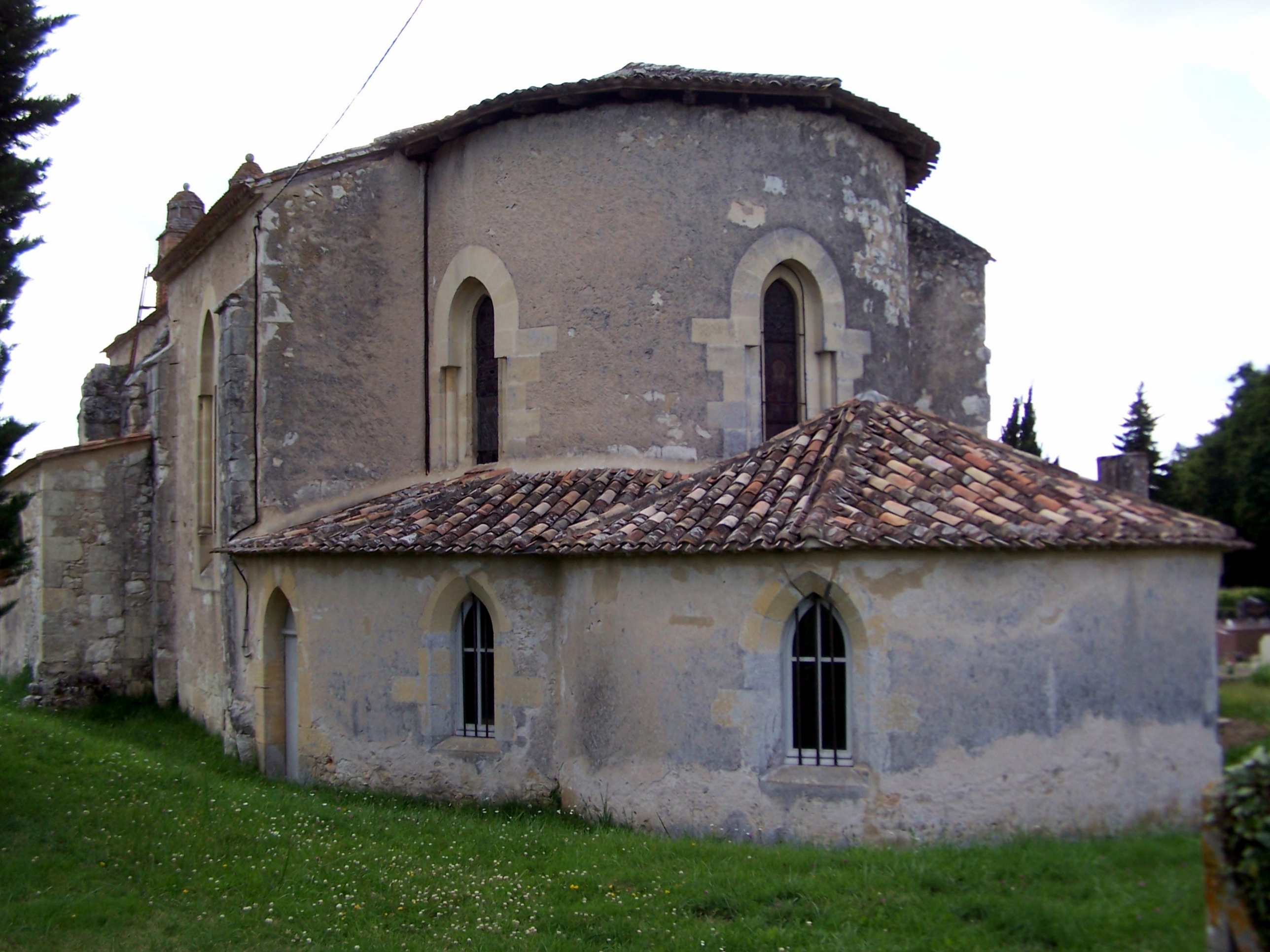
Vue nord-ouest et chevet (juillet 2014)
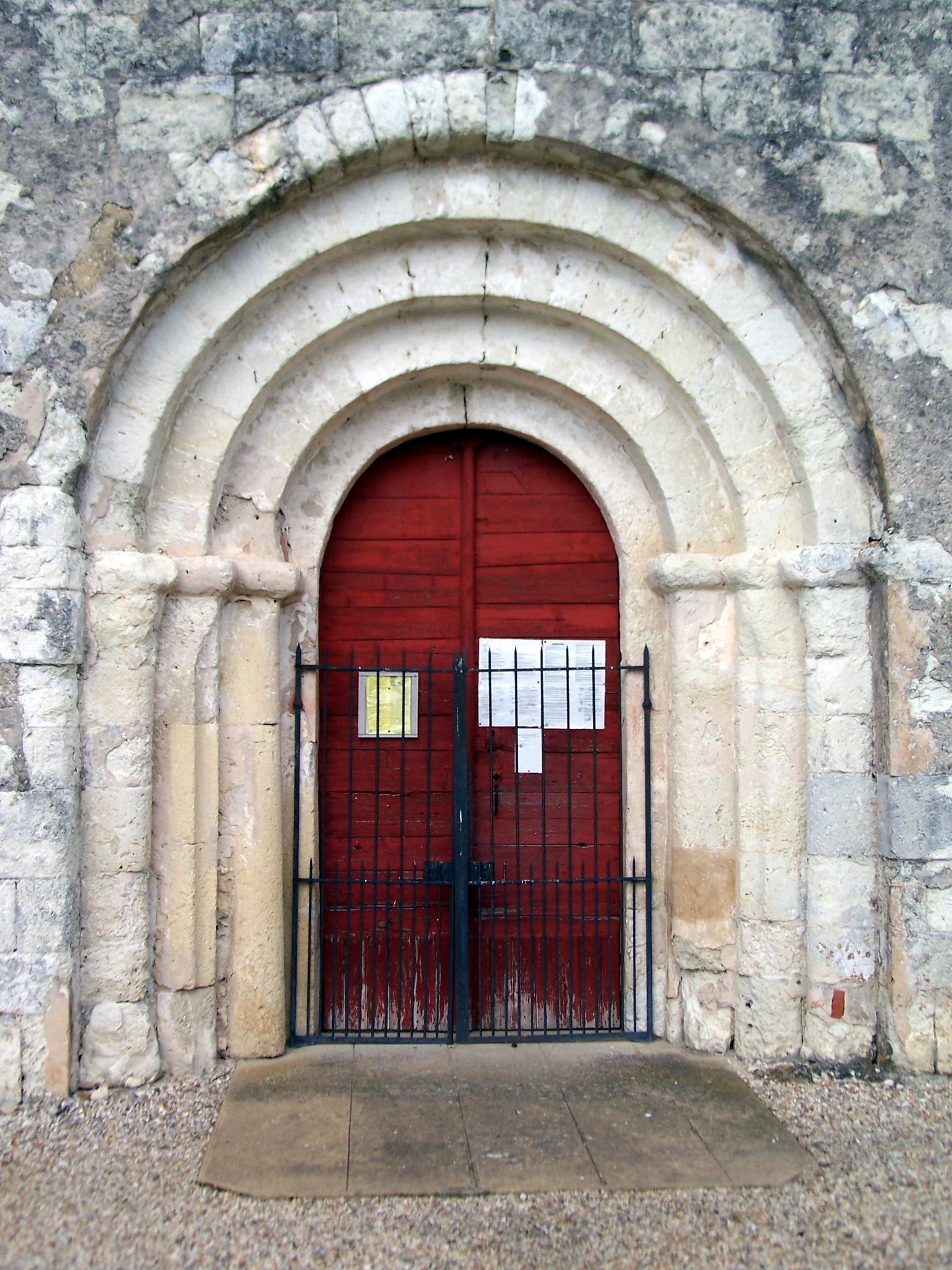
Le portail (juillet 2014)
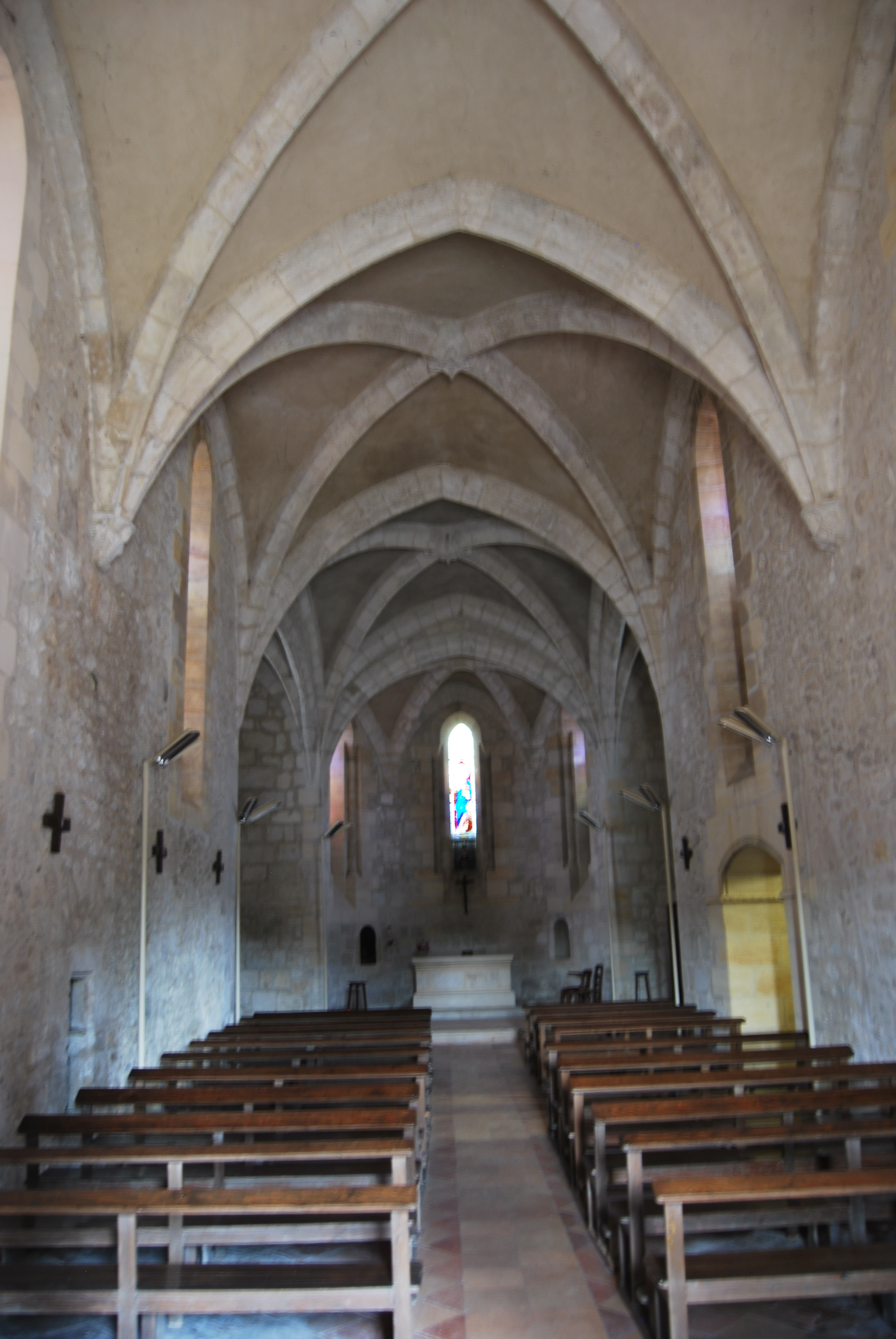
La nef (juillet 2014)
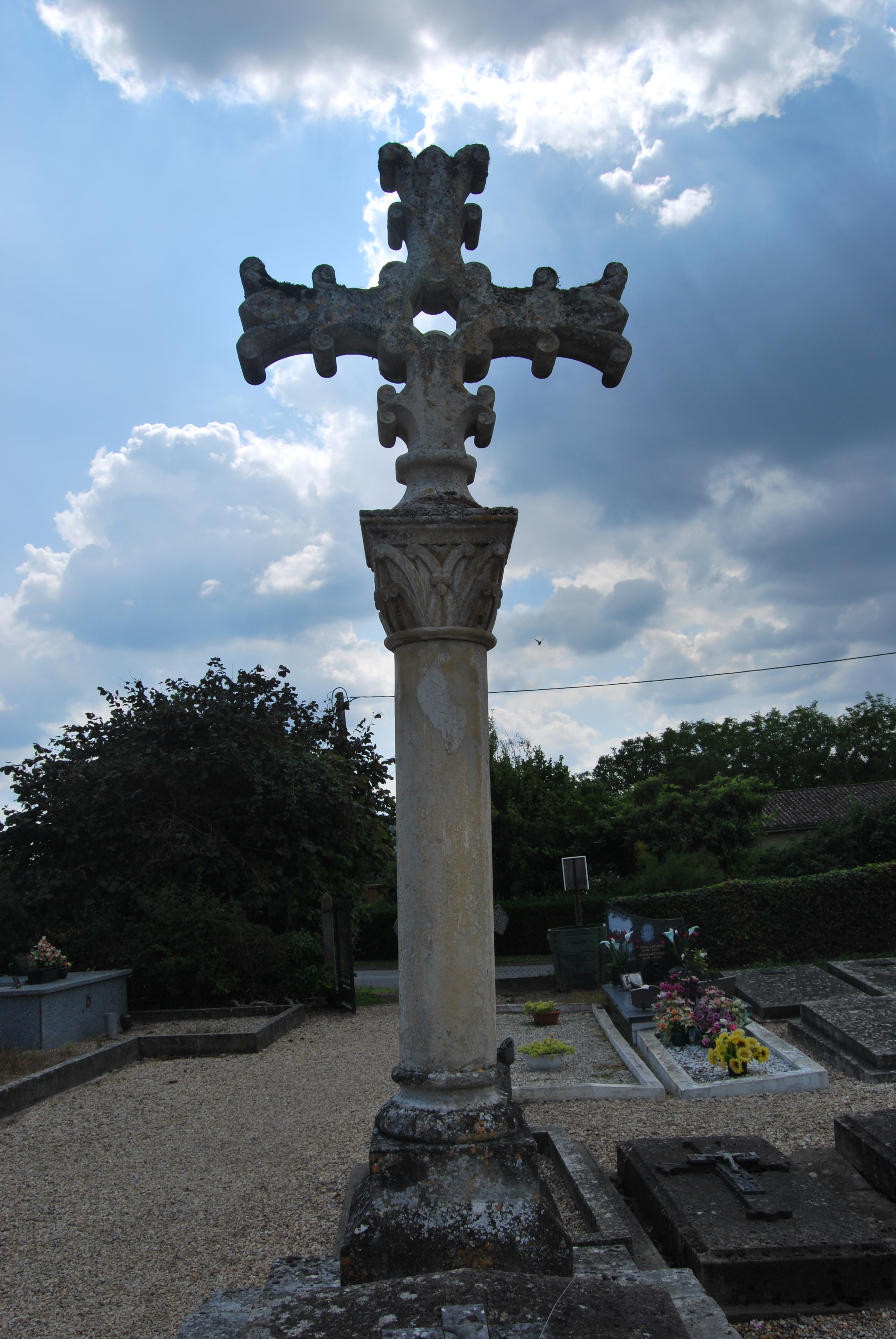
Croix dans le cimetière (juillet 2014)